# José María Arguedas
Pour les articles homonymes, voir Arguedas (homonymie).
Œuvres principales
- Yawar Fiesta (1941)
- Diamants et silex (1954)
- Les Fleuves profonds (1958)
- Tous sangs mêlés (1964)

José Maria Arguedas Altamirano est un écrivain, un anthropologue, un ethnologue, un poète, un traducteur et un universitaire péruvien né le 18 janvier 1911 à Andahuaylas (Apurímac) et mort, par suicide, à Lima le 2 décembre 1969. Ses nouvelles et ses contes le rangent parmi les grands représentants de la littérature péruvienne. Il est le promoteur d'un métissage des cultures andine d'origine quechua et urbaine d'origine européenne. La question fondamentale qui est posée dans ses œuvres est celle d'un pays partagé entre deux cultures : celle des Andes d'origine quechua et celle de la côte d'origine hispanique.

## Biographie

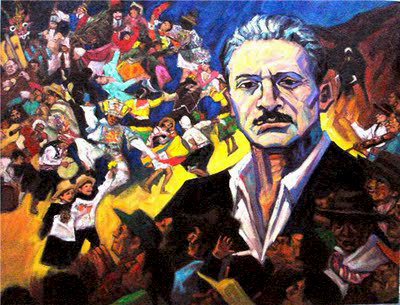
Peinture en hommage à José María Arguedas.

José Maria Arguedas naît à Andahuaylas, dans la montagne au Sud du Pérou ; il est le fils naturel d’un avocat itinérant Victor Manuel Arguedas Arellano, cuzqueño (« cuzquénien ou habitant de la région du Cuzco, ancienne capitale de l'Empire inca ») et de Doña Victoria Altamirano Navarro, femme métis et aristocrate de San Pedro en Andahuaylas. À la mort de sa mère, il a deux ans et il reste avec sa grand-mère paternelle ; son père se remarie avec une riche veuve qui a aussi des enfants. Il sera victime des mauvais traitements de sa marâtre. Celle-ci l'oblige à dormir avec les indiens. C'est auprès d'eux qu'il découvre la culture et la langue quechua. Ses études primaires se déroulent à San Juan de Lucanas, Puquio et Abancay, pour les études secondaires à Huancayo et Lima. En 1931, il commence des études de Lettres à l’université San Marcos ; il devient licencié en littérature et étudie l'ethnologie. Il milite pour la cause des républicains espagnols et contre la venue d'un émissaire de Mussolini. De 1937 à 1938, il passe près d’un an en prison pour avoir participé à une manifestation antifasciste. En 1941, il exerce le métier d'enseignant d'abord dans le primaire à Sicuani, Cusco, puis dans le secondaire à Lima aux collèges A.Guarte, G.et M.Melgar à partir de 1949.
Selon César Lévano, à cette époque, Arguedas était très proche des communistes, qu'il soutenait dans diverses tâches, comme la formation des cercles ouvriers. En 1948, la dictature de Manuel A. Odría le démet de sa fonction d'enseignant à l'école Mariano Melgar, l'accusant d’être un « communiste notoire ».
Il travaille aussi comme fonctionnaire au Ministère de l’Éducation, mettant en avant son intérêt pour préserver et promouvoir la culture péruvienne, et tout particulièrement la musique et les danses andines. Il devient Directeur de la Maison de la Culture entre 1963 et 1964 puis Directeur du Musée National d'Histoire de 1964 à 1966.
José María Arguedas a poursuivi une carrière d’ethnologue qu’il aborde par le biais du folklore et de la tradition orale. C’est ainsi qu’il recueille des chants populaires qu’il réécrit en quechua et en traduction espagnole Canto kechwa (1938). Il traduit en espagnol un classique de la tradition quechua sous le titre A nuestro padre creador Túpac Amaru (1962) et rédige de nombreux poèmes à la fois en quechua et en espagnol qui seront publiés à titre posthume sous le titre de Katatay y otros poemas (1972).
Son engagement le pousse à reprendre ses études universitaires. Il obtient en 1957 un diplôme en ethnologie et soutient en 1963 une thèse de doctorat consacrée à la comparaison entre les communautés précolombiennes du Pérou et celles d’Espagne. Celle-ci sera publiée sous le titre Las comunidades de España y el Perú (1968). Élève de l’historien et anthropologue indigéniste Luis E. Valcárcel, Arguedas a souvent été classé dans cette tendance politique et littéraire, bien qu’il en ait lui-même récusé l’étiquette. Dans la mesure où Arguedas écrit directement en quechua et, même dans ses œuvres en castillan, dans une perspective quechua, on peut dire qu’il a dépassé l’indigénisme traditionnel.
Au cœur de l’œuvre de José María Arguedas se trouvent trois romans : Yawar Fiesta, 1941 (traduction française Yawar Fiesta : La fête du sang, 2001) ; Los ríos profundos, 1958 (traduction française Les Fleuves profonds, 1966), Todas las sangres, 1964 (traduction française Tous sangs mêlés, 1970) et un roman posthume El Zorro de arriba y el Zorro de abajo, 1971, ( traduction française Le Renard d'en haut et le Renard d'en bas).
José María Arguedas est aussi l’auteur de poèmes, de contes et de récits : La agonía de Rasu Ñiti (1962) et Amor mundo (1967). Deux de ses contes ont également été traduits en français : La amante de la culebra et La amante del cóndor, 1949 (traduction française L’amante de la couleuvre et L’amante du condor, 1966). Son expérience de la prison fournira le thème d’un roman, El sexto (1961).
Toute l’œuvre de José María Arguedas est marquée par la dualité linguistique et culturelle entre l’espagnol et le quechua. Toujours fidèle à la tradition quechua de son enfance, il a vécu l’expérience du Pérou divisé entre monde andin indien et dominé et monde côtier hispanophone et dominant. N’étant jamais tout à fait parvenu à surmonter ce déchirement culturel, malgré sa réussite professionnelle et souffrant de dépression nerveuse, il se suicide en 1969. Sa fin tragique en a fait le symbole à la fois de tous les clivages de la société péruvienne et de la nécessaire réconciliation qu’il a prônée dans son œuvre, mais si difficilement vécue dans sa chair.

## Œuvres choisies
- Agua (1935)
- Yawar Fiesta (1941 - traduction française : Fête du sang, Métailié, 2001)
- Diamantes y Pedernales (1954)
  - traduction française : Diamants et silex, Éditions de L'Herne, 2012
- Los Ríos Profundos (1958)
  - traduction française : Les Fleuves profonds, Gallimard, 1966, 326 pages  (ISBN 978-2-0707-6641-3)
- El Sexto (1961), Premio Nacional de Fomento a la Cultura Ricardo Palma (1962)
  - traduction française Métailié, 2011, 188 pages  (ISBN 978-2-8642-4759-3)
- Todas las Sangres (1964)
  - traduction française d'Eve-Marie Fell : Tous sangs mêlés, Gallimard, 1970
- El Zorro de arriba y el Zorro de abajo (posthume, 1971), Traduction française Rosana Orihuela : "Le Renard d'en haut et le Renard d'en bas", Grevis, 2022
- Katatay, poèmes bilingues espagnol-quechua (posthume, 1972)

## Sur José María Arguedas
- Ève-Marie Fell, José María Arguedas et la culture nationale dans le Pérou contemporain (1939-1969), At. de Reprod. des thèses, 1982, 2 volumes, 1081 pages.
- Mario Vargas Llosa, L’Utopie archaïque : José María Arguedas et les fictions de l’indigénisme, Gallimard, Paris 1999, 402 pages.
- Martine Rens, Dimension éthique de l'œuvre narrative de José María Arguedas, thèse de doctorat, Université de Neuchâtel (Suisse), 2003, 294 pages.
- Roland Forgues, José María Arguedas : de la pensée dialectique à la pensée tragique (Histoire d’une utopie), Presses de l’Université du Mirail, Toulouse, 2004, 562 pages.
- Christiane Alvarez, Le métissage dans los ríos profundos : un processus conflictuel et rédempteur dans l'univers andin, Los ríos profundos, José María Arguedas, Éditions Ellipses, Paris, 2004, pp. 47-53.  (ISBN 2-7298-2082-5)